# Eviota dorsimaculata
Eviota dorsimaculata, tên thông thường là dorsal-spot dwarfgoby, là một loài cá biển thuộc chi Eviota trong họ Cá bống trắng. Loài này được mô tả lần đầu tiên vào năm 2013.

## Từ nguyên
Từ dorsimaculata trong danh pháp của E. dorsimaculata được ghép từ 2 âm tiết theo tiếng Latinh: dorsi ("vùng lưng") và maculata ("đốm"), ám chỉ đốm đen ở nửa trên của cuống đuôi.

## Phạm vi phân bố và môi trường sống
E. dorsimaculata hiện chỉ được biết đến tại quần đảo Marquesas (Polynesia thuộc Pháp), nơi chúng được tìm thấy rộng khắp các vùng biển bao quanh các hòn đảo. Loài cá này được thu thập gần các rạn san hô ở độ sâu khoảng từ 5 đến 32 m.

## Mô tả
Chiều dài cơ thể tối đa được ghi nhận ở E. dorsimaculata là gần 1,4 cm. Đầu và thân trong mờ, có màu vàng nhạt. Hai bên lườn có 8 - 10 vạch ngắn màu đỏ dọc theo lưng, trải dài từ gáy và kết thúc ở cuống đuôi. Cuống đuôi có một đốm tròn màu đen nằm ở nửa trên; đốm đen này đôi khi xuất hiện lệch xuống nửa dưới cuống đuôi. Một sọc ngang mỏng, mờ, màu đỏ hồng chạy dọc theo đường bên. Má có các vệt đốm màu cam. Mõm màu vàng cam; mang có có màu đỏ hồng.
Số gai ở vây lưng: 7; Số tia vây ở vây lưng: 8; Số gai ở vây hậu môn: 1; Số tia vây ở vây hậu môn: 7 - 8; Số tia vây ở vây ngực: 16 - 17.